# 허첵
허첵(1979년 3월 19일 ~ )은 대한민국의 가수다. 2006년 슈퍼키드 1집 앨범 [Super Kidd]로 데뷔했다.

## 방송
- MBC 대학가요제 (2004) - 은상[2]
- 허첵의 달리는 라디오 (2019)
- 락쿵 (2022) - Top47[3]

## 영화
- 천하장사 마돈나 (2006) - 공연장 밴드 역

## 수상
- 인천평화창작가요제 대중상 (2021)
- 오월창작가요제 은상 (2022)